# Чемпіонат світу з футболу 2018 (кваліфікаційний раунд, КАФ)
Кваліфікаційній раунд чемпіонату світу з футболу 2018 у зоні КАФ проходить з 2015 до 2017 року і визначить учасників ЧС-2018 у Росії від КАФ.

## Формат
Структура кваліфікації складається з таких етапів:
- Перший раунд:  26 команд (команди, які посідають 28-53 місця згідно з рейтингом ФІФА) грають по одному матчу вдома і на виїзді. 13 переможців проходять до другого раунду.
- Другий раунд: 40 команд (команди, які посідають 1-27 місця, і 13 переможців першого раунду) грають по одному матчу вдома і на виїзді. 20 переможців проходять до третього раунду.
- Третій раунд: 20 команд, які пройшли другий раунд, будуть розділені на п'ять груп по чотири команди, і гратимуть турнір в два кола. Переможці кожної групи виходять до фінальної частини Чемпіонату світу.

## Учасники
Всі 54 члени ФІФА від КАФ мали брати участь в кваліфікації. Тим не менш, Зімбабве було дискваліфіковано 12 березня 2015 року через заборгованість перед колишнім тренером збірної
У липні 2015 року команди було розділено на дві категорії згідно з Рейтингом ФІФА для жеребкування перших двох раундів. Жеребкування відбулося в Росії 25 липня 2015 року.
| Стартують з другого раунду (Позиції з 1-ї по 27-у) | Стартують з другого раунду (Позиції з 1-ї по 27-у) | Стартують з першого раунду (Позиції з 28-ї по 53-ю) | Стартують з першого раунду (Позиції з 28-ї по 53-ю) |
| --- | --- | --- | --- |
| 1. Алжир (19) 2. Кот-д'Івуар (21) 3. Гана (25) 4. Туніс (32) 5. Сенегал (39) 6. Камерун (42) 7. Республіка Конго (47) 8. Кабо-Верде (52) 9. Єгипет (55) 10. Нігерія (57) 11. Гвінея (58) 12. ДР Конго (60) 13. Малі (61) 14. Екваторіальна Гвінея (63) | 1. Габон (65) 2. ПАР (70) 3. Замбія (71) 4. Буркіна-Фасо (72) 5. Уганда (73) 6. Руанда (78) 7. Того (83) 8. Марокко (84) 9. Судан (90) 10. Ангола (92) 11. Мозамбік (95) 12. Бенін (96) 13. Лівія (96) | 1. Нігер (96) 2. Ефіопія (101) 3. Малаві (108) 4. Сьєрра-Леоне (111) 5. Намібія (112) 6. Кенія (114) 7. Ботсвана (120) 8. Мадагаскар (122) 9. Мавританія (128) 10. Бурунді (131) 11. Лесото (131) 12. Гвінея-Бісау (133) 13. Есватіні (138) | 1. Танзанія (139) 2. Гамбія (143) 3. Ліберія (161) 4. ЦАР (170) 5. Чад (173) 6. Маврикій (180) 7. Сейшельські Острови (186) 8. Коморські Острови (187) 9. Сан-Томе і Принсіпі (189) 10. Південний Судан (195) 11. Еритрея (204) 12. Сомалі (205) 13. Джибуті (207) |

## Календар
Графік змагань полягає в наступному.
| Раунд        | Тур           | Дата                       |
| ------------ | ------------- | -------------------------- |
| Перший раунд | Перший матч   | 7–10 жовтня 2015           |
| Перший раунд | Другий матч   | 14–17 жовтня 2015          |
| Другий раунд | Перший матч   | 9–17 листопада 2015        |
| Другий раунд | Другий матч   | 9–17 листопада 2015        |
| Третій раунд | Перший тур    | 3–11 жовтня 2016           |
| Третій раунд | Другий тур    | 7–15 листопада 2016        |
| Третій раунд | Третій тур    | 28 серпня – 5 вересня 2017 |
| Третій раунд | Четвертий тур | 28 серпня – 5 вересня 2017 |
| Третій раунд | П'ятий тур    | 2–10 жовтня 2017           |
| Третій раунд | Шостий тур    | 6–14 листопада 2017        |

## Перший раунд
| Команда 1           | Заг.    | Команда 2    | 1-й матч | 2-й матч |
| ------------------- | ------- | ------------ | -------- | -------- |
| Сомалі              | 0:6     | Нігер        | 0:2      | 0:4      |
| Південний Судан     | 1:5     | Мавританія   | 1:1      | 0:4      |
| Гамбія              | 2:3     | Намібія      | 1:1      | 1:2      |
| Сан-Томе і Принсіпі | 1:3     | Ефіопія      | 1:0      | 0:3      |
| Чад                 | 2:2 (ч) | Сьєрра-Леоне | 1:0      | 1:2      |
| Коморські Острови   | 1:1 (ч) | Лесото       | 0:0      | 1:1      |
| Джибуті             | 1:8     | Есватіні     | 0:6      | 1:2      |
| Еритрея             | 1:5     | Ботсвана     | 0:2      | 1:3      |
| Сейшельські Острови | 0:3     | Бурунді      | 0:1      | 0:2      |
| Ліберія             | 4:2     | Гвінея-Бісау | 1:1      | 3:1      |
| ЦАР                 | 2:5     | Мадагаскар   | 0:3      | 2:2      |
| Маврикій            | 2:5     | Кенія        | 2:5      | 0:0      |
| Танзанія            | 2:1     | Малаві       | 2:0      | 0:1      |

## Другий раунд
| Команда 1         | Заг.           | Команда 2            | 1-й матч | 2-й матч |
| ----------------- | -------------- | -------------------- | -------- | -------- |
| Нігер             | 0:3            | Камерун              | 0:3      | 0:0      |
| Мавританія        | 2:4            | Туніс                | 1:2      | 1:2      |
| Намібія           | 0:3            | Гвінея               | 0:1      | 0:2      |
| Ефіопія           | 4:6            | Республіка Конго     | 3:4      | 1:2      |
| Чад               | 1:4            | Єгипет               | 1:0      | 0:4      |
| Коморські Острови | 0:2            | Гана                 | 0:0      | 0:2      |
| Есватіні          | 0:2            | Нігерія              | 0:0      | 0:2      |
| Ботсвана          | 2:3            | Малі                 | 2:1      | 0:2      |
| Бурунді           | 4:5            | ДР Конго             | 2:3      | 2:2      |
| Ліберія           | 0:4            | Кот-д'Івуар          | 0:1      | 0:3      |
| Мадагаскар        | 2:5            | Сенегал              | 2:2      | 0:3      |
| Кенія             | 0:2            | Кабо-Верде           | 1:0      | 0:2      |
| Танзанія          | 2:9            | Алжир                | 2:2      | 0:7      |
| Судан             | 0:3            | Замбія               | 0:1      | 0:2      |
| Лівія             | 4:1            | Руанда               | 1:0      | 3:1      |
| Марокко           | 2:1            | Екваторіальна Гвінея | 2:0      | 0:1      |
| Мозамбік          | 1:1 (пен. 3:4) | Габон                | 1:0      | 0:1      |
| Бенін             | 2:3            | Буркіна-Фасо         | 2:1      | 0:2      |
| Того              | 0:4            | Уганда               | 0:1      | 0:3      |
| Ангола            | 1:4            | ПАР                  | 1:3      | 0:1      |

## Третій раунд
20 переможців другого раунду розбиваються на 5 груп по 4 збірні, і грають турнір в два кола. Переможці груп проходять до фінальної частини Чемпіонату світу. Матчі відбудуться в період з 3 жовтня 2016 року по 14 листопада 2017 року.

### Група A
| М  | Команда  | І | В | Н | П | МЗ | МП | РМ | О  |
| -- | -------- | - | - | - | - | -- | -- | -- | -- |
| 1. | Туніс    | 6 | 4 | 2 | 0 | 11 | 4  | +7 | 14 |
| 2. | ДР Конго | 6 | 4 | 1 | 1 | 14 | 7  | +7 | 13 |
| 3. | Лівія    | 6 | 1 | 1 | 4 | 4  | 10 | −6 | 4  |
| 4. | Гвінея   | 6 | 1 | 0 | 5 | 6  | 14 | −8 | 3  |

|          | Туніс | ДР Конго | Гвінея | Лівія |
| -------- | ----- | -------- | ------ | ----- |
| Туніс    | —     | 2-1      | 2-0    | 0-0   |
| ДР Конго | 2-2   | —        | 3-1    | 4-0   |
| Гвінея   | 1-4   | 1-2      | —      | 3-2   |
| Лівія    | 0-1   | 1-2      | 1-0    | —     |

### Група B
| М  | Команда | І | В | Н | П | МЗ | МП | РМ | О  |
| -- | ------- | - | - | - | - | -- | -- | -- | -- |
| 1. | Нігерія | 6 | 4 | 2 | 0 | 12 | 5  | +7 | 14 |
| 2. | Замбія  | 6 | 2 | 2 | 2 | 8  | 7  | +1 | 8  |
| 3. | Камерун | 6 | 1 | 4 | 1 | 7  | 9  | −2 | 7  |
| 4. | Алжир   | 6 | 0 | 2 | 4 | 4  | 11 | −7 | 2  |

|         | Алжир | Нігерія | Камерун | Замбія |
| ------- | ----- | ------- | ------- | ------ |
| Алжир   | —     | 1-1     | 1-1     | 0-1    |
| Нігерія | 3-1   | —       | 4-0     | 1-0    |
| Камерун | 2-0   | 1-1     | —       | 1-1    |
| Замбія  | 3-1   | 1-2     | 2-2     | —      |

### Група C
| М  | Команда     | І | В | Н | П | МЗ | МП | РМ  | О  |
| -- | ----------- | - | - | - | - | -- | -- | --- | -- |
| 1. | Марокко     | 6 | 3 | 3 | 0 | 11 | 0  | +11 | 12 |
| 2. | Кот-д'Івуар | 6 | 2 | 2 | 2 | 7  | 5  | +2  | 8  |
| 3. | Габон       | 6 | 1 | 3 | 2 | 2  | 7  | −5  | 6  |
| 4. | Малі        | 6 | 0 | 4 | 2 | 1  | 6  | −5  | 4  |

|             | Кот-д'Івуар | Малі | Марокко | Габон |
| ----------- | ----------- | ---- | ------- | ----- |
| Кот-д'Івуар | —           | 3-1  | 0-2     | 1-2   |
| Малі        | 0-0         | —    | 0-0     | 0-0   |
| Марокко     | 0-0         | 6-0  | —       | 3-0   |
| Габон       | 0-3         | 0-0  | 0-0     | —     |

### Група D
| М  | Команда      | І | В | Н | П | МЗ | МП | РМ | О  |
| -- | ------------ | - | - | - | - | -- | -- | -- | -- |
| 1. | Сенегал      | 6 | 4 | 2 | 0 | 10 | 3  | +7 | 14 |
| 2. | Буркіна-Фасо | 6 | 2 | 3 | 1 | 10 | 6  | +4 | 9  |
| 3. | Кабо-Верде   | 6 | 2 | 0 | 4 | 4  | 12 | −8 | 6  |
| 4. | ПАР          | 6 | 1 | 1 | 4 | 7  | 10 | −3 | 4  |

|              | Сенегал | Кабо-Верде | ПАР | Буркіна-Фасо |
| ------------ | ------- | ---------- | --- | ------------ |
| Сенегал      | —       | 2-0        | 2-1 | 0-0          |
| Кабо-Верде   | 0-2     | —          | 2-1 | 0-2          |
| ПАР          | 0-21    | 1-2        | —   | 3-1          |
| Буркіна-Фасо | 2-2     | 4-0        | 1-1 | —            |

- 1: 7 вересня 2017 року Спортивний арбітражний суд в Лозанні виніс рішення скасувати результат поєдинку (2:1 на користь збірної ПАР), і зобов'язав збірні переграти матч. Причиною стала помилка арбітра, котра суттєво вплинула на результат гри. Про точний час проведення матчу оголосять пізніше. [Архівовано 9 вересня 2017 у Wayback Machine.]

### Група E
| М  | Команда          | І | В | Н | П | МЗ | МП | РМ | О  |
| -- | ---------------- | - | - | - | - | -- | -- | -- | -- |
| 1. | Єгипет           | 6 | 4 | 1 | 1 | 8  | 4  | +4 | 13 |
| 2. | Уганда           | 6 | 2 | 3 | 1 | 3  | 2  | +1 | 9  |
| 3. | Гана             | 6 | 1 | 4 | 1 | 7  | 5  | +2 | 7  |
| 4. | Республіка Конго | 6 | 0 | 2 | 4 | 5  | 12 | −7 | 2  |

|                  | Гана | Єгипет | Республіка Конго | Уганда |
| ---------------- | ---- | ------ | ---------------- | ------ |
| Гана             | —    | 1-1    | 1-1              | 0-0    |
| Єгипет           | 2-0  | —      | 2-1              | 1-0    |
| Республіка Конго | 1-5  | 1-2    | —                | 1-1    |
| Уганда           | 0-0  | 1-0    | 1-0              | —      |